# Park różaneczników i ogród botaniczny w Bremie

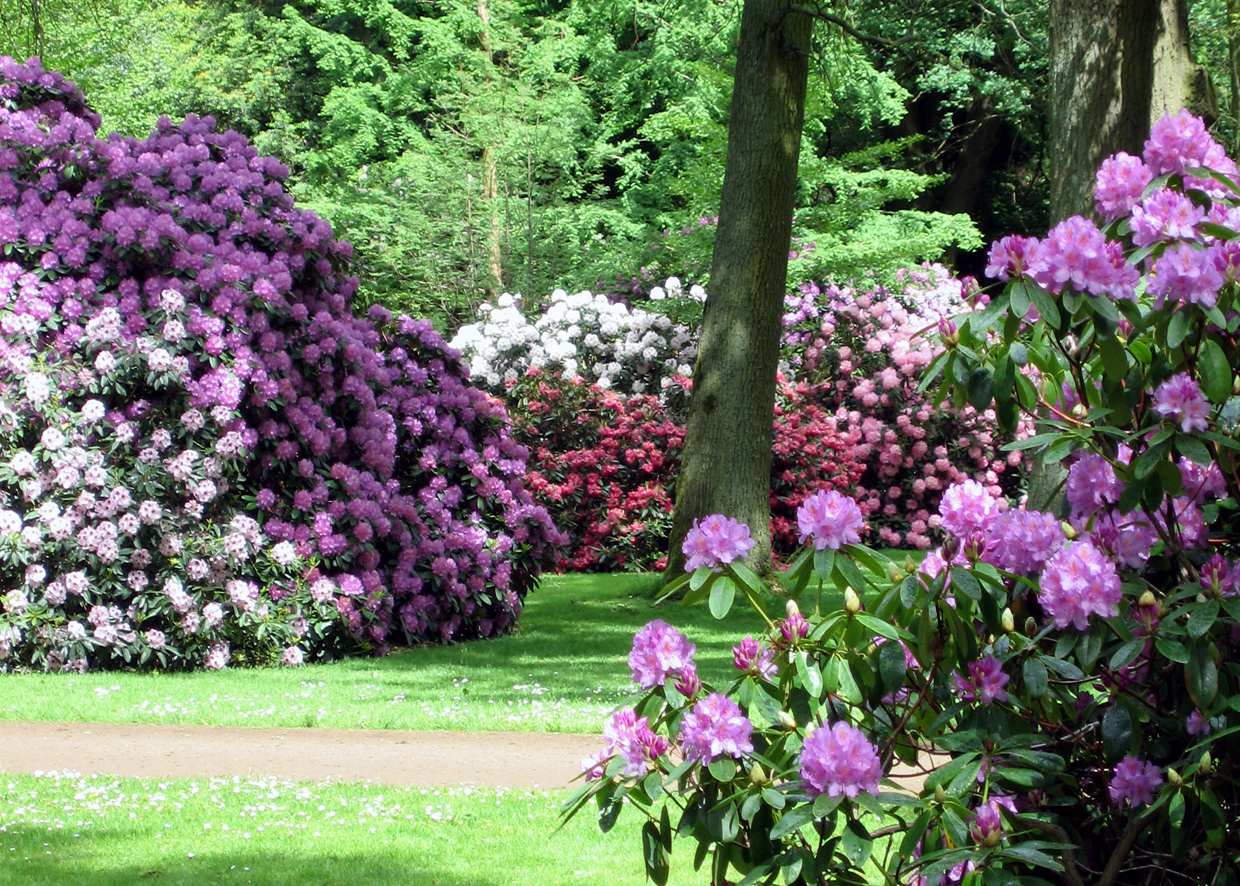
Kolekcja Rododendronów

Park różaneczników i ogród botaniczny w Bremie – (niem. Rhododendron-Park und Botanischer Gatren Bremen, Botanika im Rhododendon-Park) – kolekcja różaneczników zajmująca 43 ha oraz ogród botaniczny na powierzchni 3 ha, znajdujące się przy ulicy Deliusweg 40 w Bremie w Niemczech.

## Historia

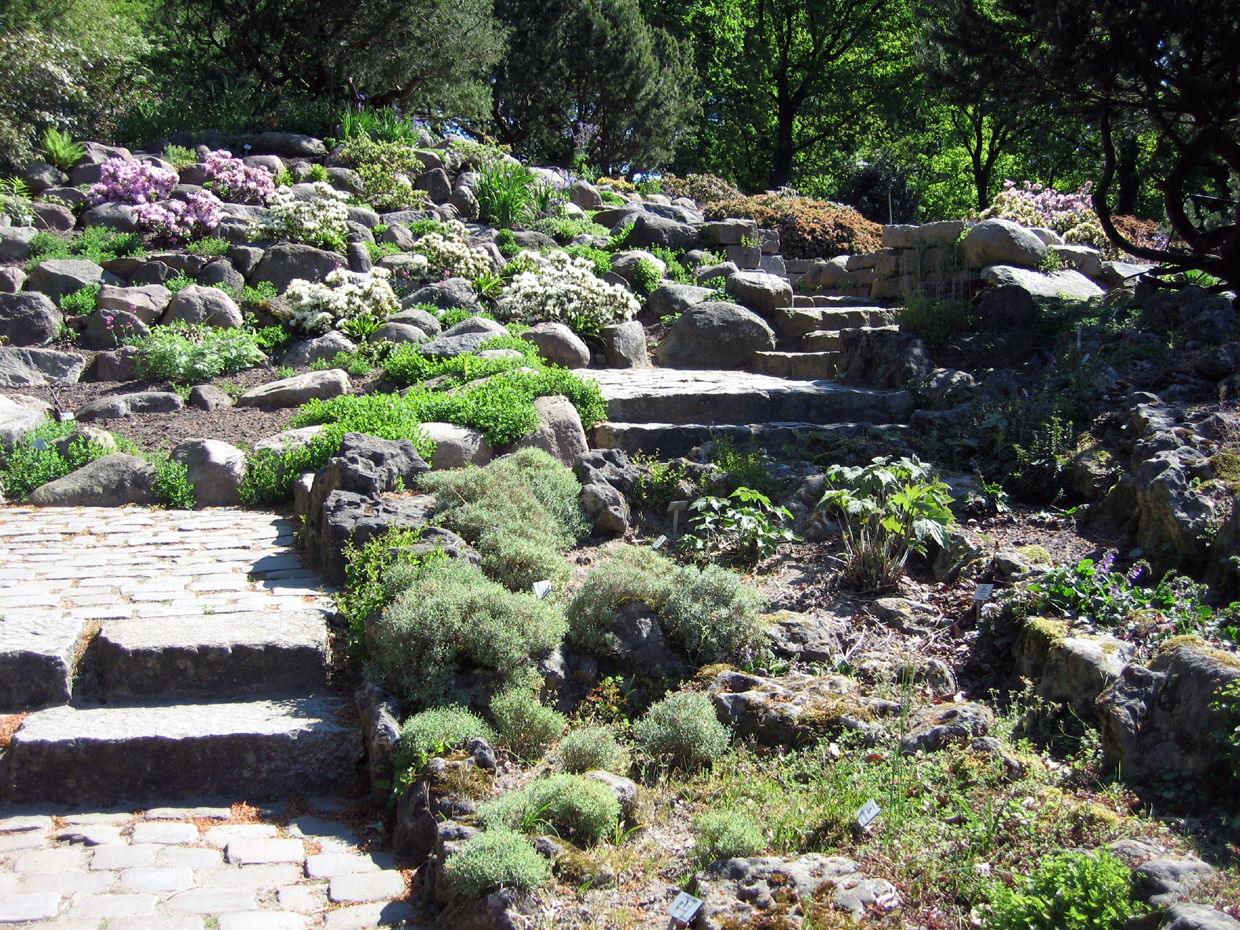
Ogród skalny

Początki ogrodu datuje się na 1905, kiedy został zapoczątkowany przez przedsiębiorcę Ernsta Franza Schutta (pierwotnie w miejscowości Osterdeich na ulicy Georga Bittera na powierzchni 3 ha), gdzie zgromadził kolekcję roślin pochodzących z Meksyku, Kaukazu i Orientu, jak również zioła, rośliny uprawne, rośliny dziko rosnące oraz gatunki trujące. Ogród pozostał własnością prywatną do 1935, kiedy został przeniesiony do obecnej lokalizacji i stał się własnością miasta. W tym czasie poszerzono kolekcję o różaneczniki, które do chwili obecnej rosną w leśnej części parku. Ogród w dzisiejszej formie powstał w latach 1949-1950.
Sam park powstał w 1933, jako inicjatywa Niemieckiego Stowarzyszenia Osób związanych z Rododendronami (ang. German Rhododendron Society) na polach uprawnych i połaci lasu. Oddany do zwiedzania w 1937. W 2003 zbudowano rozległy kompleks szklarni o nazwie Botanika, który uważany jest za największe centrum nauk przyrodniczych w Niemczech. W 2007 park stał się organizacją non-profit. Corocznie odwiedza go 300 tysięcy gości.

## Azalie i różaneczniki
Kolekcje Parku obejmują:
- Park azali – duży park krajobrazowy, którym pod starymi bukami i dębami rosną azalie. Kolekcja zawiera dzikie gatunki z Ameryki Północnej oraz dawne i współczesne kultywary pochodzące z Czech, Niemiec i Stanów Zjednoczonych.
- Las różaneczników – gęsty las zajmujący większą część parku z pierwszymi różanecznikami posadzonymi w 1936.
- Park rododendronów – prezentuje nowe gatunki hodowców niemieckich i holenderskich. Rośliny zmieniane są co 5 lat pod kierunkiem Niemieckiego Towarzystwa Miłośników Rododendronów (niem. Deutsche Rhododendron Gesellschaft).

## Ogród Botaniczny

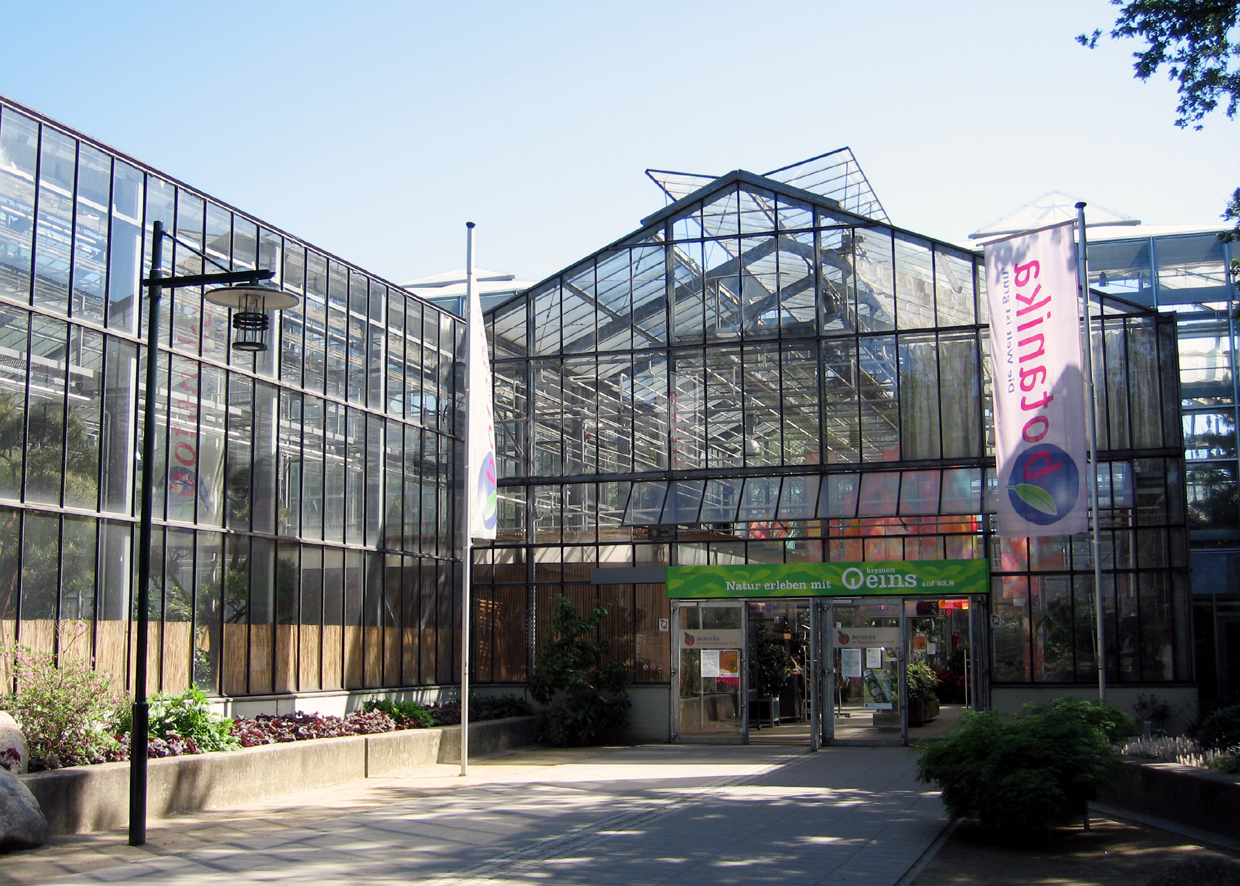
Główna szklarnia kompleksu Botanika

Ogród botaniczny parku składa się z:
- Alpinarium
- Ogrodów roślin stref klimatycznych – obu Ameryk, Azji, Australii i Nowej Zelandii oraz Bałkanów.
- Wrzosowisko, na które składają się nasadzenia wykonane z wrzosów i wrzośców.
- Ogród gatunków flory niemieckiej – posiada w przybliżeniu 1000 z 2000 gatunków flory północno-zachodnich Niemiec, z których około 200 znajduje się na obecnej czerwonej liście gatunków zagrożonych okolic Bremy i Dolnej Saksonii.
- Ogród roślin użytkowych i leczniczych – około 400 taksonów roślin leczniczych (jedna z największych kolekcji w Niemczech) i 200 taksonów roślin użytkowych.
- Różanecznikowy ogród skalny – rosną w nim gatunki rododendronów pochodzące z Alp i Himalajów oraz gór Chin i Japonii.
- Kolekcja roślin cieniolubnych.

## Inne atrakcje parku
- Ogród Bonsai połączony z ogrodem księżycowym.
- Botanika – zespół szklarni, w którym prezentowana jest kolekcja blisko 600 dziko rosnących gatunków pochodzących z Azji – Nepalu, Tybetu, Junnanu i Birmy, jak również wschodnioazjatyckie rzeźby, chiński pawilon herbaciarni oraz największy posąg buddy poza granicami Azji.
- Ogród Różany z 230 odmianami róż.
- Ogród Aromatyczny – rosną w nim róże i aromatyczne zioła takie jak tymianek czy lawenda.